# Pokémon: Side Stories
Pokémon: Side Stories hay còn biết với tên tại Nhật Bản Pocket Monsters Side Stories (ポケットモンスター サイドストーリー) và tên tiếng Anh là Pokémon: Chronicles là chuyển thể từ loạt anime Pokémon, xoay quanh những vật khác hơn so với Satoshi
Nó được phát sóng lần đầu ở Anh trên Toonami.Anime được phát sóng ở Ấn Độ Cartoon Network vào năm 2009.

## Danh sách tập
| Ngày phát sóng | Số TT | Tên tập phim                             |    |
| -------------- | ----- | ---------------------------------------- | -- |
| 3/12/2002      | 1     | タケシ! ニビジムをすくえ!                |    |
| 10/12          | 2     | ハナダジムのリベンジマッチ!              |    |
| 17/12          | 3     | がんばれ! 前向きロケット団               |    |
| 14/1/2003      | 4     | オーキド邸だいけっせん!!                 |    |
| 25/2           | 5     | カスミ! ブルーバッジをゲットせよ!        |    |
| 4/3            | 6     | 出会いのミレニアムタウン                 |    |
| 4/3            | 7     | アルバイトはたいへんニャース!?           |    |
| 8/4            | 8     | ポケモン捜査網! オーキド博士をさがせ!!   |    |
| 17/6           | 9     | 迷探偵ニャース参上!                      |    |
| 17/6           | 10    | メイッコルリリは大迷惑?                  |    |
| 2/9            | 11    | カスミ真剣勝負! 命かけます!?             |    |
| 30/9           | 12    | ロケット団 愛と青春の原点                |    |
| 17/10          | 13    | もうひとつのセレビィ伝説                 |    |
| 14/10          | 14    | マサラタウン、ポケモントレーナーの旅立ち |    |
| 16/3/2004      | 15    | ポケモン研究者シゲルと復活のプテラ       |    |
| 14/9           | 16    | カスミとラブカス! ラブバトル!            |    |
| 21/9           | 17    | ナナコとリザードン! 炎の猛特訓!          |    |
| 28/9           | 18    | 天駆ける伝説 ヒロシとファイヤー!         | 米 |

## Phân vai

### Diễn viên lồng tiếng Nhật
- Ikue Ōtani vai Pikachu
- Rika Matsumoto vai Satoshi
- KAORI vai Haruka
- Inuko Inuyama vai Nyarth
- Mayumi Iizuka vai Kasumi
- Megumi Hayashibara vai Musashi
- Shinichiro Miki vai Kojiro
- Satomi Koorogi vai Togepi
- Tomokazu Seki vai Kenji
- Unshou Ishiduka vai Okido-Hakase
- Masami Toyoshima vai Hanako
- Yuji Ueda vai Takeshi
- Yuko Kobayashi vai Shigeru
- Takehito Koyasu vai Kosaburo
- Unshou Ishiduka vai Narrator
- Chinami Nishimura vai Junsa

### Diễn viên lồng tiếng Anh
- Jimmy - Sean Schemmel
- Marina - Kelly Davis (a.k.a. Kelly Ray)
- Hun, Delia Ketchum, Ash Ketchum (in cameos), May (in cameos) - Veronica Taylor
- Attila - Marc Thompson
- Vincent - Kevin Kolack
- Eugene (known as Euisine in the main series) - Dan Green
- Misty, Jessie, Violet - Rachael Lillis
- Daisy - Lisa Ortiz
- Nurse Joy - Bella Hudson
- Officer Jenny - Lee Quick
- Professor Oak - Stan Hart
- Ritchie, Benny DeMario, Bulbasaur, Phanpy and Teddiursa - Tara Jayne
- Tracey Sketchit, Giovanni - Ed Paul
- Sakura, Casey - Kerry Williams
- Narrator - Mike Pollock
- James, Brock, Professor Sebastian, Butch, Weezing - Eric Stuart
- Meowth - Maddie Blaustein
- Professor Nanba, Gary Oak - Jimmy Zoppi
- Gilbert - Jason Griffith
- Cassidy, Teddiursa - Andi Whaley
- DJ Mary - Amy Birnbaum
- Pikachu - Ikue Ōtani
- Arbok - Kochi Sakaguchi
- Togepi - Satomi Korogi
- Corey DeMario - Matt Hoverman
- Narrator - Rodger Parsons (credited as Ken Gates)